# Sluseholmen (métro de Copenhague)
Sluseholmen est une station de la ligne 4 du métro de Copenhague située sur la commune de Copenhague.

## Situation
Sluseholmen est desservie par la ligne 4 du métro de Copenhague. Cette station souterraine se trouve entre Enghave Brygge et Mozarts Plads.

## Histoire
La station Sluseholmen a ouvert au public le 22 juin 2024 à l'occasion de la mise en service du prolongement sud de la ligne 4 du métro de Copenhague.

## Services aux voyageurs

### Accès
La station dispose de deux accès. L'espace dédié à l'achat des billets et autres services se trouve en sous-sol et est accessible par des escaliers extérieurs depuis la rue. Des escaliers mécaniques permettent de descendre vers le quai.
Un ascenseur dessert l'ensemble des niveaux de la station depuis la rue.

### Quais
La station dispose d'un quai central séparé des voies par des portes palières à ouverture automatique.
Comme les autres stations du prolongement sud de la ligne 4 mis en service en 2024, l'aménagement et le design de la station ont été réalisés en collaboration avec un artiste.

Pour la station Sluseholmen, l'artiste danois René Schmidt a imaginé deux oeuvres majeures. Dans le volume de la station, une immense sculpture en acier est suspendue au-dessus des escaliers mécaniques. La surface facettée de la sculpture contribue à diffuser la lumière dans la station. Au niveau du quai, une poutre en béton intègre des structures géologiques moulées.

Œuvre d'art dans la station Sluseholmen
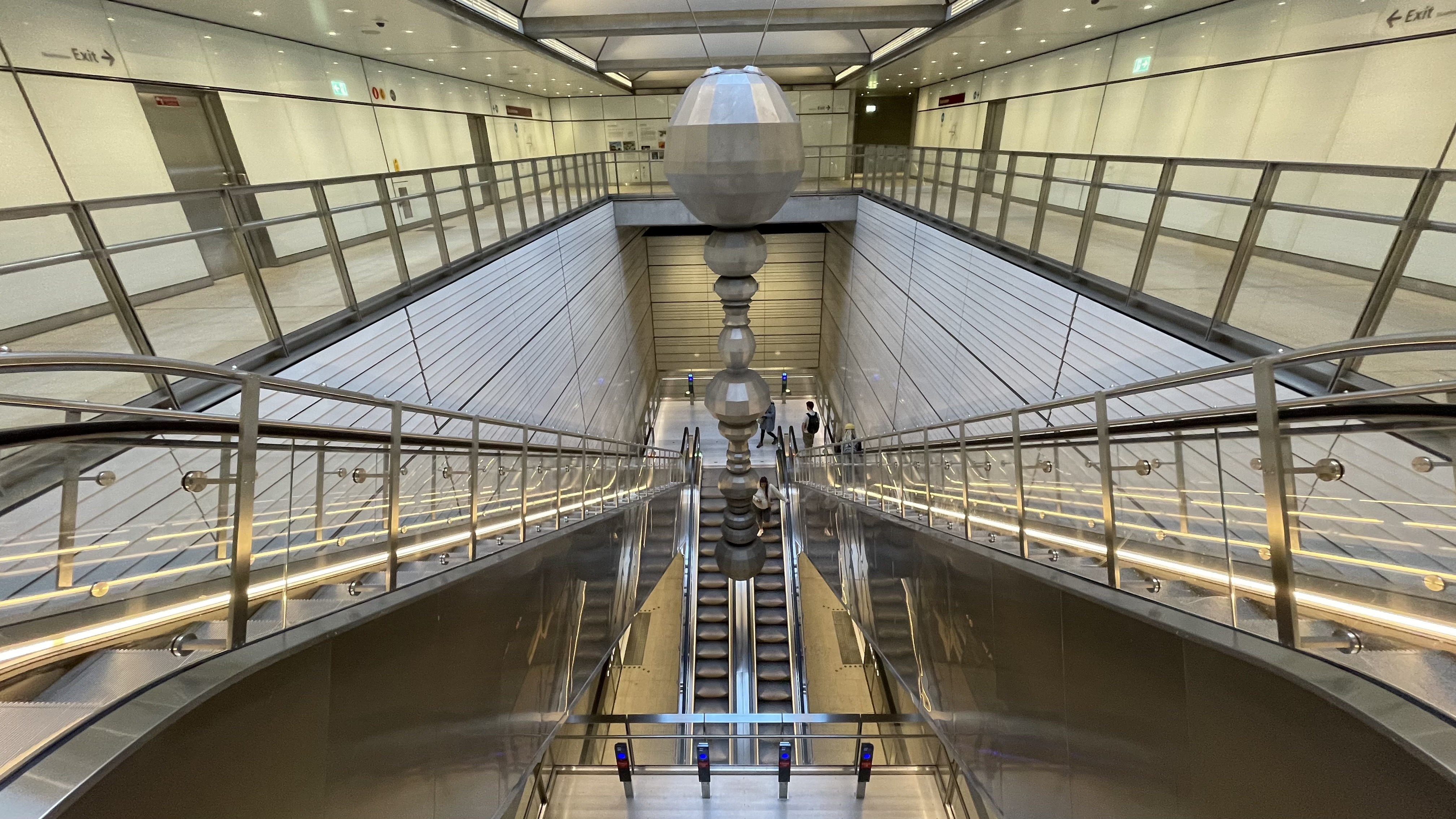
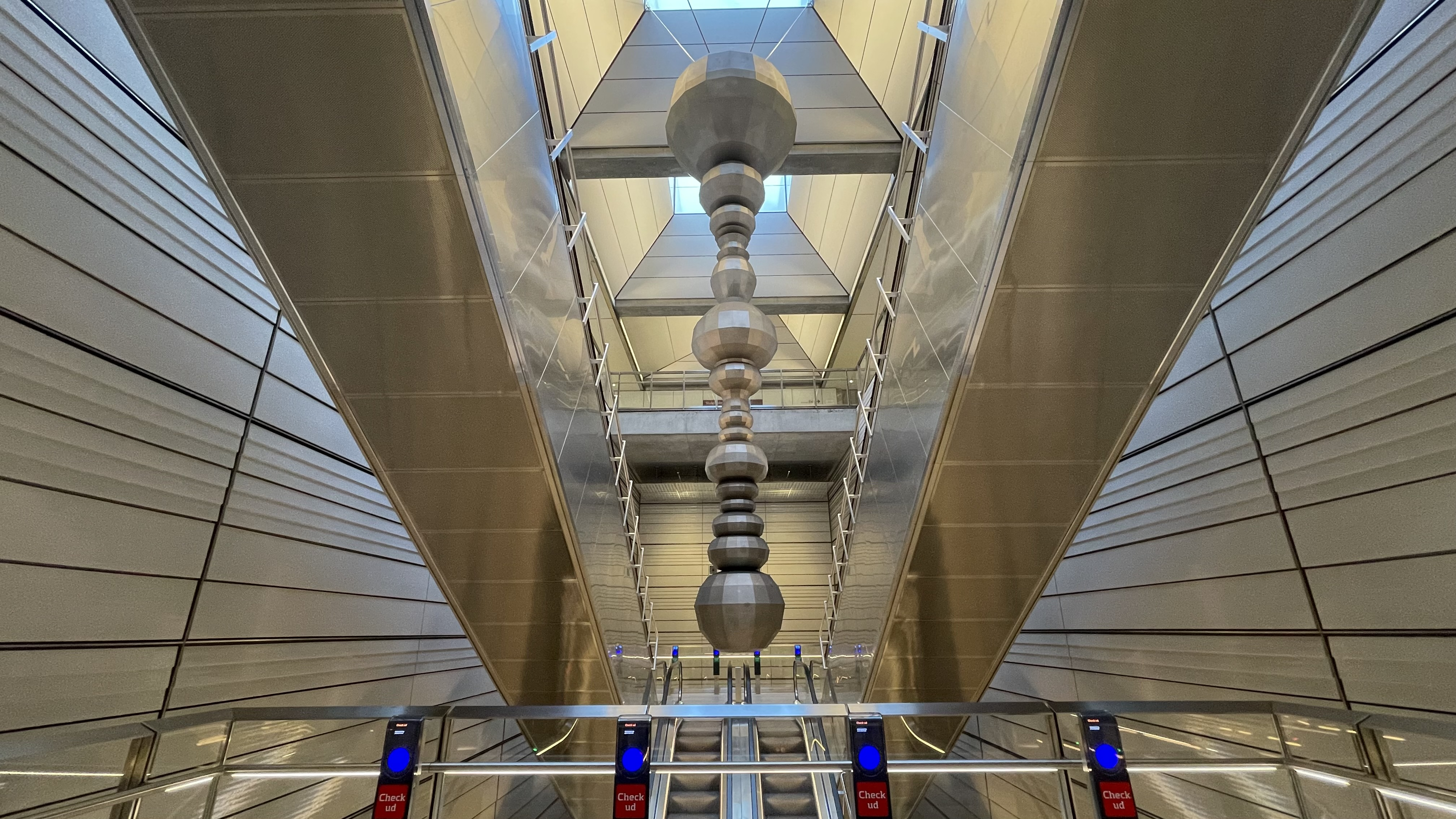
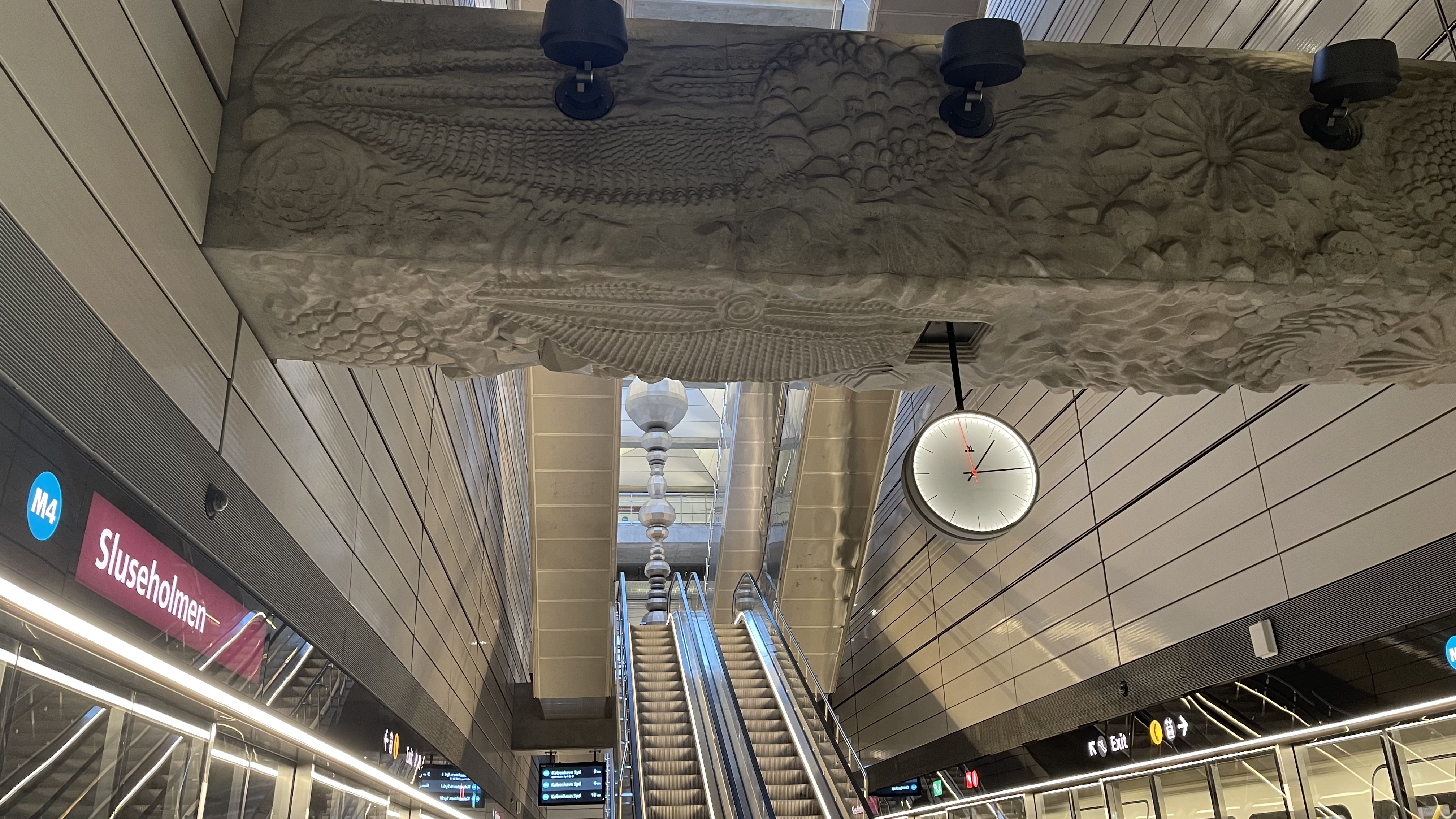

## À proximité
- Quartier de Sydhavn